# Рубин, Ленни
Ленни Рубин (нем. Lenny Rubin; род. 1 февраля 1996, Унтерзен, Берн) — швейцарский гандболист, выступает за гандбольный клуб «Штутгарт» и сборную Швейцарии по гандболу.

## Карьера

### Клубная
Ленни Рубин играл за «Вакер Тун» в Швейцарии до 2018 года. Его отец — бывший игрок сборной Швейцарии, а ныне тренер Мартин Рубин. В 2018 году перешел в немецкий клуб первого дивизиона «Ветцлар». Летом 2024 года перешёл в «Штутгарт».
В 2016 году Ленни Рубин назван лучшим молодым игроком до 21 года на церемонии вручения наград Швейцарской федерации гандбола, а в 2022 году был удостоен награды лучшему швейцарскому игроку.

### Международная карьера в сборной
Свой первый матч за сборную Швейцарии провёл в 2016 году против Беларуси. Вместе со Швейцарией занял 16-е место на чемпионате Европы 2020 года. Был включен в состав сборной на чемпионат мира 2021 года и также занял там 16-е место. На чемпионате Европы 2024 года забил семь голов в трёх матчах, а его сборная заняла 21-е место.